# 瓦特尼
瓦特尼（法語：Wateni），是馬里的城鎮，位於該國南部，由錫卡索區的錫卡索省負責管轄，面積211平方公里，海拔高度333米，2009年人口6,701，人口密度每平方公里32人。